# ذا أوه2 أرينا
ذا أوه2 أرينا هي صالة متعددة الأغراض تقع في لندن. تم افتتاح الصالة بشكلها الحالي في 2007 وهي ثاني أكبر صالة في المملكة المتحدة بعد مانشستر أرينا.